# Émile Braun
Pour les articles homonymes, voir Braun.
Émile, baron Braun, né à Nivelles le 2 décembre 1849 et mort à Vichy (Allier) le 30 août 1927, est un ancien député belge et bourgmestre de la ville de Gand. Il est le fils de Thomas Braun Sr.

## Ingénieur de la ville de Gand
En 1872, Émile Braun obtint à Liège le diplôme d’ingénieur des Ponts et chaussées et entra en service aux chemins de fer comme ingénieur. La même année il épousa Marie Boterdaele (1854-1927), fille de l'architecte Jean-Baptiste Boterdaele. Ils eurent deux garçons et deux filles.
En 1879, il est nommé ingénieur principal de la ville de Gand. Il exercera cette fonction jusqu’en 1895 lorsque sa carrière politique gantoise prit son essor.

## Carrière politique
Braun débuta en politique en étant élu conseiller provincial de Flandre-Orientale (1891-1898).
C'est en 1895 que, devenu conseiller communal, il fut nommé bourgmestre de Gand (1895-1921). Il fut ensuite élu membre de la Chambre des représentants pour le parti Libéral.
L’exposition internationale de 1913-1914 eut lieu à Gand durant son maïorat. Pour préparer cet événement, le centre de la ville fut largement rénové. Des maisons furent démolies entre la cathédrale Saint-Bavon, le beffroi et l’église Saint-Nicolas, afin de créer l’espace de plusieurs places. Les aménagements visaient à donner l’apparence d’une ville moderne, digne d’une exposition internationale. L'approche se comprend d’autant mieux lorsque l'on se rappelle qu’il exerça la fonction d’ingénieur de la ville pendant quinze ans et que vers 1858 à Paris l'urbanisme fut transformé par Haussmann.
Très populaire dans sa ville, il était surnommé Miele Zoetekoek (Émile-pain-d'épice)
Son fils Émile-Jean (1879-1968) et son petit-fils Gaston (1903-1990) ont créé et développé des usines de filature et tissage, connues ultérieurement sous le nom de 'Union Cotonnière de Gand' - UCO-Gent.

## Honneurs et distinctions
- En 1919, la place entre l’église Saint-Nicolas et le beffroi a été nommée place Émile Braun. En 1937 on lui dédia sur cette place la sculpture de la main de George Minne La Fontaine des Agenouillés accompagnée d'une plaque commémorative comportant l'effigie d'Emile Braun[1]. Lors de la rénovation de la place Braun de 2009-2012[2] la plaque fut disposée sur un mur de côté du jardin et la fontaine de Minne au centre d'une pelouse comme s'il s'agissait de deux entités séparées.
- Un buste en marbre blanc reproduit son effigie. Il se trouve dans l'hôtel de ville de Gand, à l'entrée de la salle du Conseil.
- Une école Émile Braun est située rue Volders, à Gand. Ce bâtiment du 17e qui a été une école est en 2013 un bâtiment de la faculté de Droit de l'Université de Gand.
- En 1922, Émile Braun fut anobli avec le titre transmissible de baron. Il prit comme devise Pax et Labor.
- Grand officier de l'ordre de Léopold en 1919.

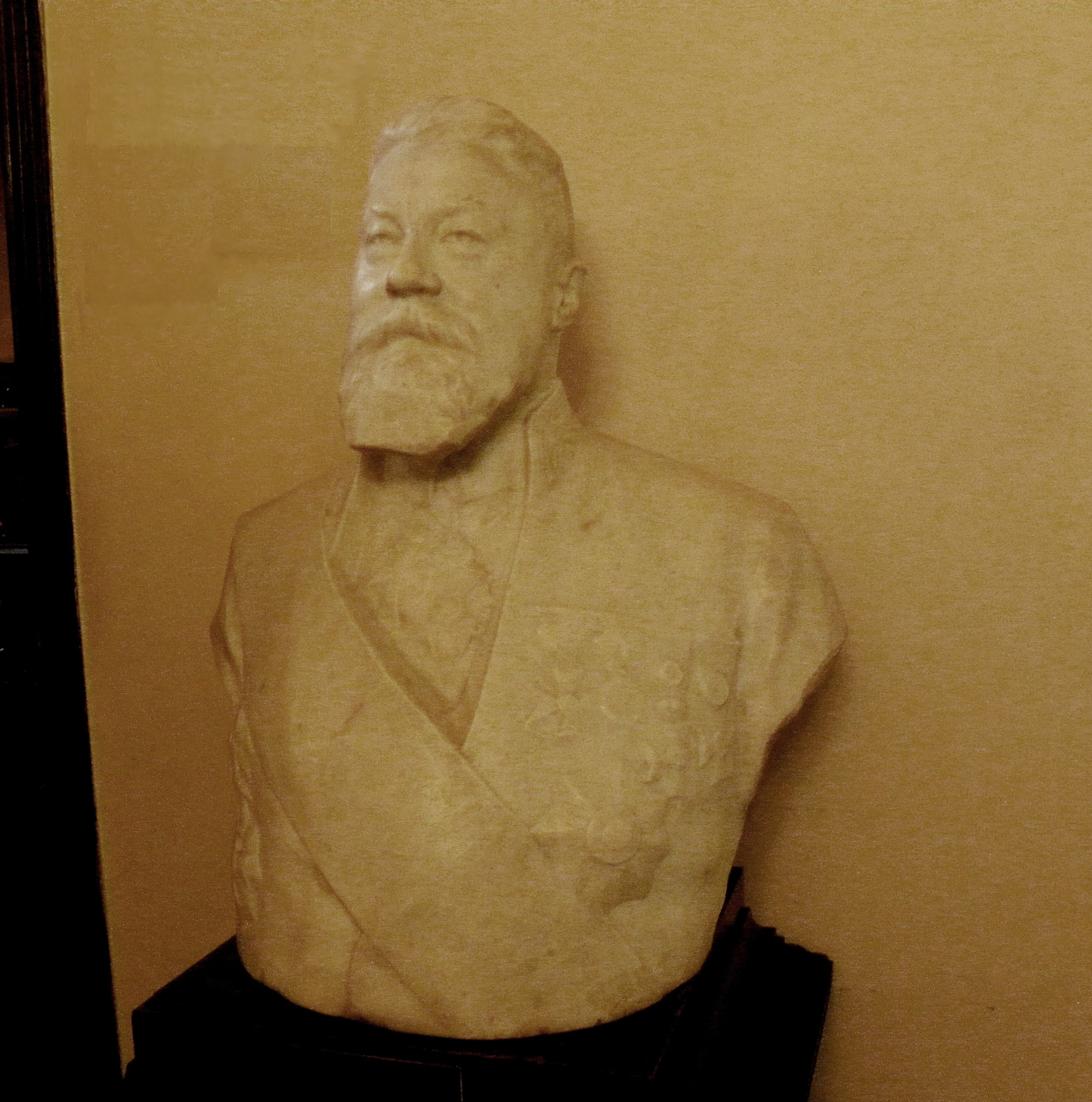
Buste de Emile Braun à l'Hôtel de Ville[3] de Gand.
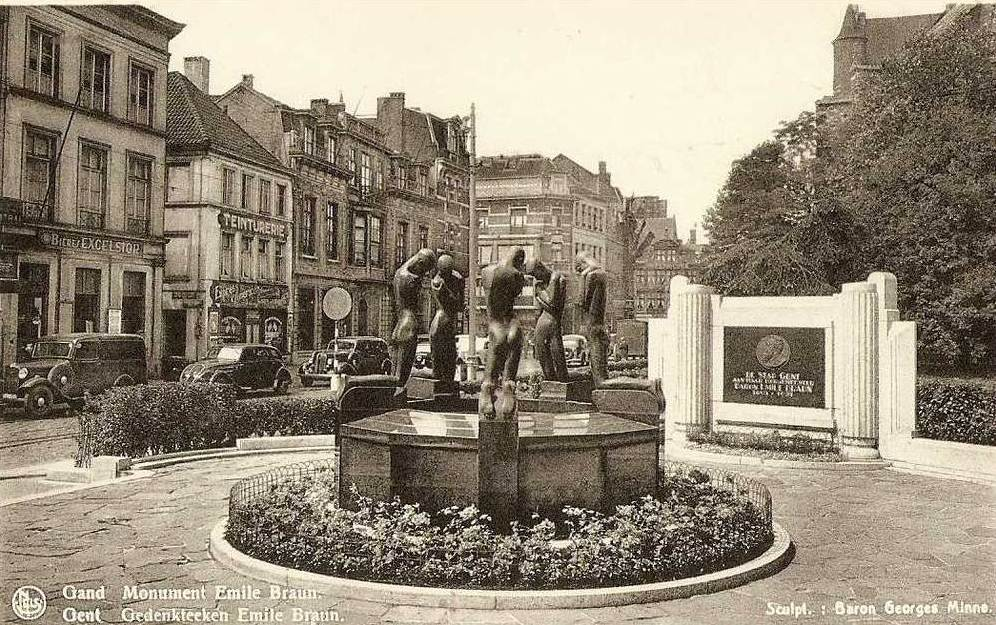
Le monument original à Emile Braun à Gand.
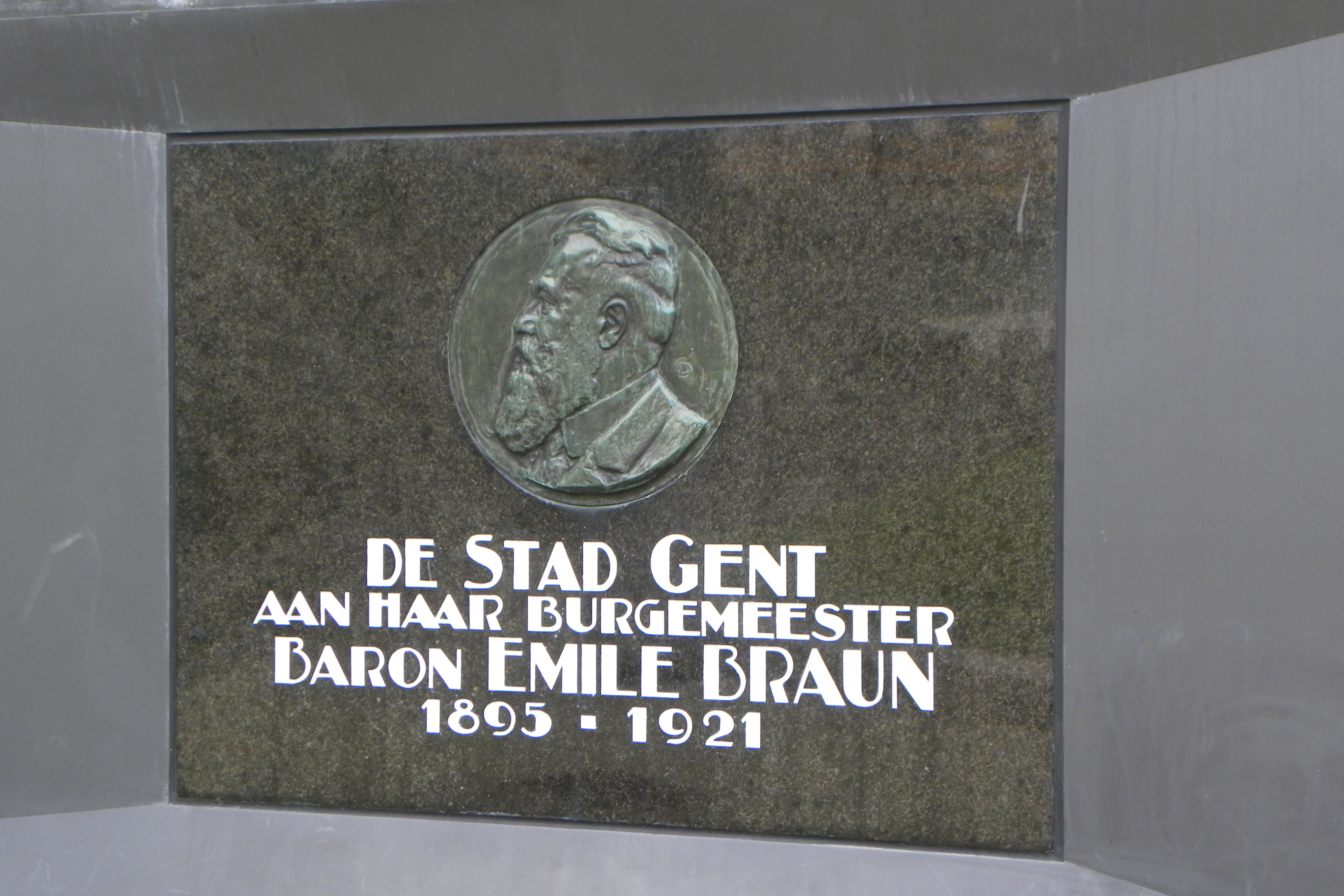
La plaque commémorative isolée en 2013.
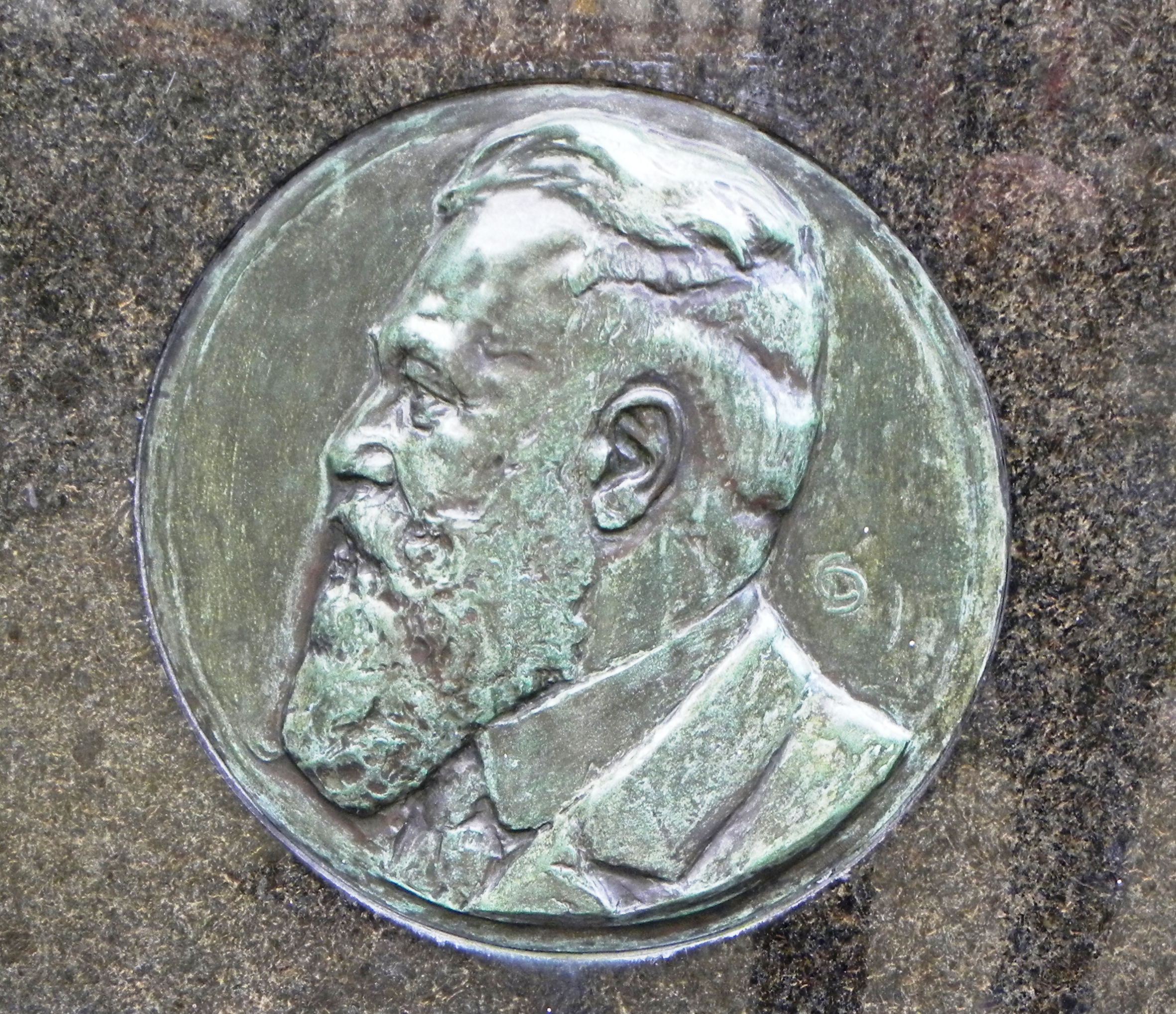
Détails du médaillon.
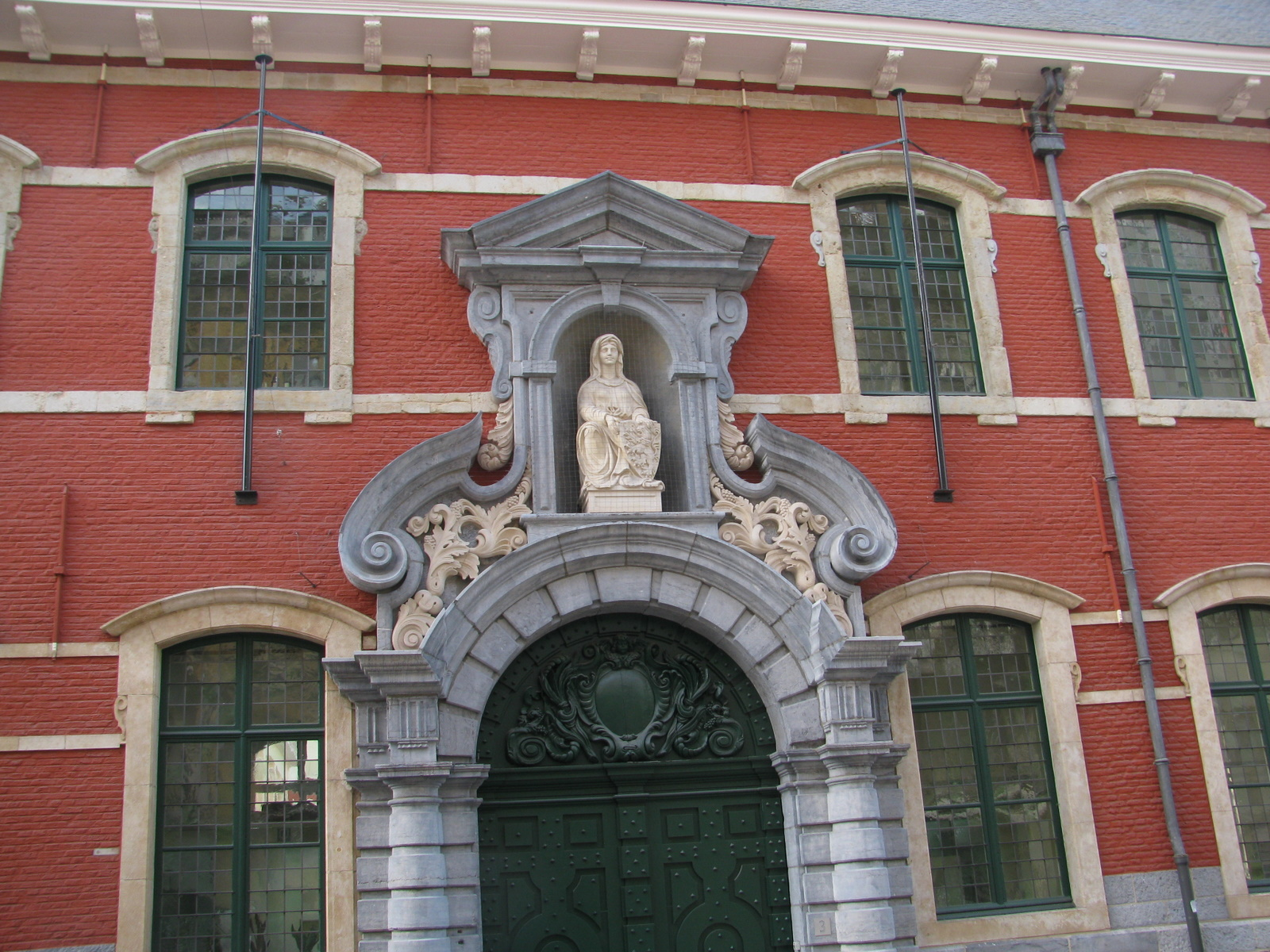
Ancienne école Emile Braun.

### Distinctions honorifiques
(à compléter)

## Littérature
- Gabriel van den Gheyn, Hommage au baron Émile Braun, Siffer, Gand, 1928.
- R. Campus, Baron Émile Braun, in: Biographie nationale de Belgique, Tome XXIX, Bruxelles, 1956-1957, col. 365-366.
- Paul van Molle, Le parlement belge 1894-1972, Anvers, 1972, p. 26.